# Lodi (brano musicale)
Lodi  è un brano musicale dei Creedence Clearwater Revival, scritto da John Fogerty e pubblicato dalla Fantasy Records, nell'aprile del 1969 inizialmente come Lato B del 45 giri Bad Moon Rising e inserito nel luglio nell'album Green River.

## Storia e testo
(Bruce Miroff, recensione dell'Album Green River su Rolling Stone, 19 ottobre 1973)
La canzone descrive la difficile condizione di un musicista vagabondo che, lungo il suo peregrinare,  arriva a fare concerti nella città di Lodi (pronunciato "low-die" cioè lento morire), una piccola città agricola nella Central Valley della California a circa 70 miglia (110 km) da Berkeley, città natale di John Fogerty. Dopo aver suonato nei bar locali, il narratore si ritrova bloccato e impossibilitato a pagarsi il biglietto dell'autobus o del treno per andarsene. 
Fogerty in seguito confesserà che non aveva mai visitato Lodi prima di scrivere questa canzone, e che lo aveva scelto perché aveva "il nome più bello". Tuttavia, la canzone fa riferimento alla fama di villaggio agricolo poco interessante della città, sebbene il narratore non faccia alcuna valutazione al riguardo.
Il ritornello della canzone Oh! Lord, stuck in Lodi again (Oh Dio, di nuovo bloccato a Lodi), è stato utilizzato come nome di diversi eventi cittadini a Lodi.

## Il 45 giri
Il brano era stato registrato nel marzo 1969, presso gli studi del Wally Heider's Studio a  (San Francisco, California) e nell'aprile del 1969 era stato pubblicato il 45 giri.